# ジュウサンセンジリス
ジュウサンセンジリス(Ictidomys tridecemlineatus)は、ネズミ目（齧歯目）リス科に分類されるジリスの1種。
アメリカ合衆国中央部およびカナダ南部の大草原やプレーリーに広く生息する。

## 分布
北はカナダ南中部から、西はアメリカ合衆国ユタ州東部およびアリゾナ州東部まで、南はテキサス州中央部まで、東はミシガン州およびオハイオ州にかけてのグレートプレーンズ

## 形態
頭胴長170–310ミリメートル、尾長60–132ミリメートル、体重110–270グラム。
毛並みは茶色がかっており、背中と横腹に13本の縞がある。縞は、白い斑点の連なる濃い茶色の縞と白っぽい縞が交互になっている。

## 分類
本種は、他の約40種のジリスとともに旧Spermophilus属に分類されていた。しかし、この大きな属はプレーリードッグ属、マーモット属、レイヨウジリス属の側系統なので、Helgen et al. (2009)では、旧Spermophilus属を8つの属に分け、ジュウサンセンジリスをIctidomys属に分類している。

## 生態
厳密な昼行性で、特に暖かい日に活動的である。単独生活か、いくらかのわずかな群れを作る。適切な生息地ではしばしば集団になる。
冬眠動物で、夏の終わりには皮下に厚い脂肪の層を蓄え、巣穴に食料を貯蔵する。大人は7月下旬から、その年に生まれた子は10月までに巣穴に入って、冬眠する。冬眠中は、固く球状に体を丸め、1分間に100-200回だった呼吸を、5分間に1回にまで減少させる。翌年の3月中旬から5月に目覚めて、繁殖する。
巣穴は最長8メートル、深さ50センチメートルで、巣室の内側は草で裏打ちされている。いくつかの側通路がある。冬眠用の巣穴は特別に深い位置にある。浅く、分散した巣穴は一時避難場所として掘られる。オスの縄張り（5.0ヘクタール）は、メス（0.5-0.8ヘクタール）に比べて広い。

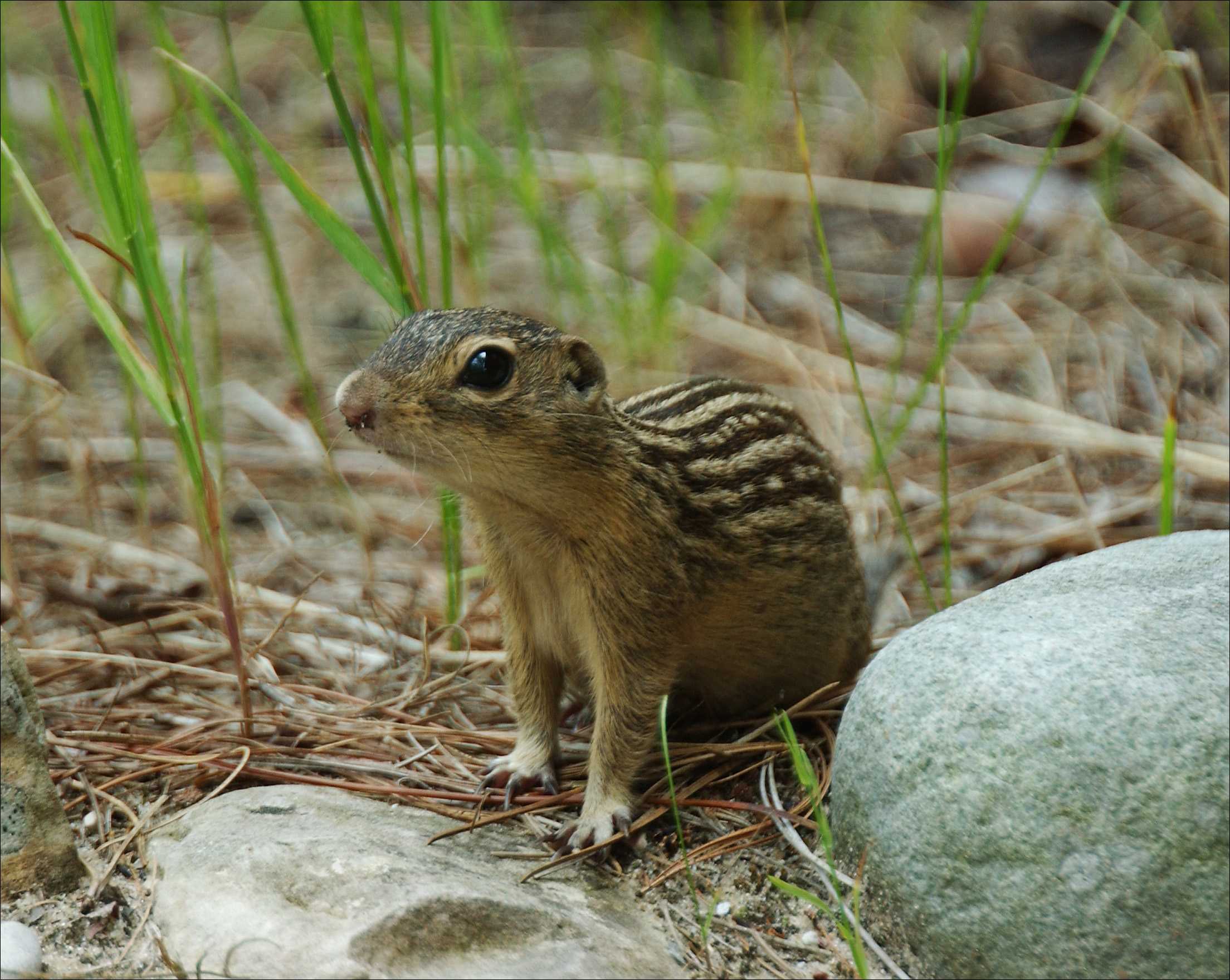
ジュウサンセンジリス

食性は、他のジリスよりも雑食性である。主に草や種子のほか、イモムシやバッタ、コオロギなどの昆虫類も食べる。ネズミやトガリネズミを食べることもある。攻撃して捕まえることができればセミも食べる。時折巣穴を掘ったり野菜を食べたりして、人家の庭を荒らすことがあるが、雑草や害虫の駆除もしてくれる。
縄張りを観察するために直立している姿でよく知られている。危険を感じたら巣穴に飛び込み、時々鼻を突き出して鳥のような警戒の鳴き声を上げる。

## 名称
別名として、striped gopher (striped=縞のある、gopher=ゴーファー、ジリスの総称)、leopard ground squirrel (leopard=ヒョウ)、squinneyなどがある。オーデュボンの絵画では、leopard-spermophileとされている。ミネソタ大学運動部のチーム名「ゴールデンゴーファーズ」および、ミネソタ州の愛称「ジリスの州」(Gopher State)は、ジュウサンセンジリスに由来する。